# Club Joventut de Badalona 2004-2005
Questa voce raccoglie le informazioni riguardanti il Club Joventut de Badalona nelle competizioni ufficiali della stagione 2004-2005.

## Stagione
La stagione 2004-2005 del Club Joventut de Badalona è la 49ª nel massimo campionato spagnolo di pallacanestro, la Liga ACB.

## Roster
Aggiornato al 25 novembre 2021.
| DKV Joventut Badalona 2004-05 | DKV Joventut Badalona 2004-05 |
| Giocatori                     | Staff tecnico                 |
| ----------------------------- | ----------------------------- |

| N. | Naz.                                               | Ruolo | Nome                    | Anno | Alt.   | Peso   |  |
| -- | -------------------------------------------------- | ----- | ----------------------- | ---- | ------ | ------ |  |
| 4  | Stati Uniti (bandiera) · Spagna (bandiera)         | C     | Venson Hamilton         | 1977 | 205 cm | 109 kg |  |
| 5  | Spagna (bandiera)                                  | GA    | Rudy Fernández          | 1985 | 196 cm | 80 kg  |  |
| 6  | Spagna (bandiera)                                  | P     | Carles Marco            | 1974 | 180 cm |        |  |
| 9  | Spagna (bandiera)                                  | G     | Paco Vázquez            | 1974 | 190 cm | 90 kg  |  |
| 10 | Australia (bandiera) · Italia (bandiera)           | AG    | Martin Cattalini        | 1973 | 202 cm | 100 kg |  |
| 15 | Spagna (bandiera)                                  | AP    | Álex Mumbrú             | 1979 | 202 cm | 103 kg |  |
| 16 | Russia (bandiera) · Spagna (bandiera)              | AC    | Dmitry Flis             | 1984 | 203 cm | 100 kg |  |
| 21 | Canada (bandiera) · Irlanda (bandiera)             | C     | Jesse Young             | 1980 | 207 cm | 102 kg |  |
| 23 | Stati Uniti (bandiera)                             | AG    | Jamie Arnold            | 1975 | 203 cm | 104 kg |  |
| 32 | Stati Uniti (bandiera)                             | C     | Brent Scott             | 1971 | 207 cm | 113 kg |  |
| 32 | Serbia e Montenegro (bandiera) · Grecia (bandiera) | AP    | Milan Gurović           | 1975 | 205 cm | 95 kg  |  |
| 44 | Brasile (bandiera) · Italia (bandiera)             | P     | Marcelinho Huertas      | 1983 | 191 cm | 82 kg  |  |
| 45 | Stati Uniti (bandiera)                             | C     | Sean Rooks              | 1969 | 208 cm | 110 kg |  |
| 55 | Spagna (bandiera)                                  | G     | Marc Rubio              | 1988 | 188 cm |        |  |
| -  | Spagna (bandiera)                                  | C     | Marcel García           | 1987 | 202 cm |        |  |
| -  | Spagna (bandiera)                                  | G     | Pau Ribas               | 1987 | 194 cm | 90 kg  |  |
| -  | Spagna (bandiera)                                  | A     | Albert Teruel           | 1987 | 198 cm |        |  |
| -  | Spagna (bandiera)                                  | G     | Joan Jordi Vall-Llobera | 1983 | 193 cm |        |  |

| Allenatore                                                                       |
| - Aíto García Reneses                                                            |
| Assistente/i                                                                     |
| - Carles Durán - Joan Plaza Legenda - (C) Capitano - (IN) Inattivo - Infortunato |

## Mercato

### Sessione estiva
| Acquisti | Acquisti           | Acquisti       | Acquisti   | Acquisti |
| R.a      | Nome               | da             | Modalità   |          |
| -------- | ------------------ | -------------- | ---------- | -------- |
| P        | Marcelinho Huertas | São Paulo      | definitivo |          |
| C        | Venson Hamilton    | Bilbao Berri   | definitivo |          |
| AP       | Álex Mumbrú        | Real Madrid    | definitivo |          |
| AG       | Martin Cattalini   | Adelaide 36ers | definitivo |          |
| C        | Jesse Young        | Inca           | definitivo |          |
| C        | Brent Scott        | Murcia         | definitivo |          |

| Cessioni | Cessioni           | Cessioni      | Cessioni       | Cessioni |
| R.       | Nome               | a             | Modalità       |          |
| -------- | ------------------ | ------------- | -------------- | -------- |
| AG       | Nikola Radulović   | Valladolid    | fine contratto |          |
| P        | Stéphane Dumas     | Girona        | fine contratto |          |
| C        | Žan Tabak          | Málaga        | fine contratto |          |
| AG       | Kaniel Dickens     | L.A. Clippers | fine contratto |          |
| AP       | Alain Digbeu       | Pall. Varese  | fine contratto |          |
| P        | Josep Maria Guzmán | Melilla       | fine contratto |          |
| C        | Alfons Alzamora    | Breogán       | fine contratto |          |
| AC       | Dmitry Flis        | Prat          | prestito       |          |
| AG       | Souley Drame       | Murcia        | fine contratto |          |

### Dopo l'inizio della stagione
| Acquisti | Acquisti      | Acquisti   | Acquisti         | Acquisti      |
| R.       | Nome          | da         | Data             | Modalità      |
| -------- | ------------- | ---------- | ---------------- | ------------- |
| AC       | Dmitry Flis   | Prat       | 12 novembre 2004 | fine prestito |
| AC       | Dmitry Flis   | Prat       | 21 gennaio 2005  | fine prestito |
| C        | Sean Rooks    | Málaga     | febbraio 2005    | definitivo    |
| AP       | Milan Gurović | Free agent | 22 febbraio 2005 | definitivo    |
| AC       | Dmitry Flis   | Prat       | 25 febbraio 2005 | fine prestito |
| AC       | Dmitry Flis   | Prat       | 18 maggio 2005   | fine prestito |

| Cessioni | Cessioni    | Cessioni  | Cessioni         | Cessioni    |
| R.       | Nome        | a         | Data             | Modalità    |
| -------- | ----------- | --------- | ---------------- | ----------- |
| AC       | Dmitry Flis | Prat      | 26 novembre 2004 | prestito    |
| AC       | Dmitry Flis | Prat      | 4 febbraio 2005  | prestito    |
| C        | Brent Scott | Saragozza | febbraio 2005    | rescissione |
| AC       | Dmitry Flis | Prat      | 11 marzo 2005    | prestito    |